# 生命太平洋學院
生命太平洋學院（Life Pacific College）是位於美國加利福尼亞州圣迪馬斯的一所私立大學，1923年由埃米·桑泊尔·麦克菲尔逊成立于洛杉磯回音公園,1990年搬至現址。大學現屬國際四方福音會，2015年《美國新聞與世界報道》 未將其列入排名。

## 外部連結
- 官方網站 （页面存档备份，存于）
- The Foursquare church in Guatemala, Central America -- La Iglesia Cuadrangular (Foursquare) en Guatemala, Centroamérica (Español & English)-Guatemala
- History of L. I. F. E. Bible College
- History of LIFE Bible College East
- Life Pacific College's Master Program Information